# Онсост
Онсост (фр. Ansost) насеље је и општина у јужној Француској у региону Миди Пирене, у департману Горњи Пиринеји која припада префектури Тарб.
По подацима из 2011. године у општини је живело 57 становника, а густина насељености је износила 25,91 становника/km². Општина се простире на површини од 2,2 km². Налази се на средњој надморској висини од 198 метара (максималној 202 m, а минималној 192 m).

## Демографија
| 1962. | 1968. | 1975. | 1982. | 1990. | 1999. | 2011. |
| ----- | ----- | ----- | ----- | ----- | ----- | ----- |
| 59    | 70    | 68    | 59    | 75    | 62    | 57    |

График промене броја становника у току последњих година